# Золотий лелека (літературний конкурс)
Золотий лелека — всеукраїнський конкурс на найкращі прозові твори для дітей молодшого, середнього та старшого шкільного віку, ініціатором якого виступило видавництво Грані-Т, а співорганізатором Перший національний канал. Попри актуальність дитячої літератури, це був перший подібний конкурс в Україні.. Загалом відбулось три конкурси від 2007 до 2009 року.

## Лауреати
2007 року лауреатів визначали у двох номінаціях:
- «Авторська казка». Переможницею стала Симчич Надія Вікторівна за збірку казок «Казки про нечисту силу».
- «Авторська повість». Марина Павленко за повість «Миколчині історії»[2].

2008-го для визначення переможців до традиційного складу додали дитяче журі. Замість двох номінацій стало три.
- «Молодший шкільний вік». Перша Премія — Андрусяк Іван (псевдонім «Тато Йван») за повість «Хто боїться зайчиків?»
- «Середній шкільний вік». Надія Гуменюк (псевдонім «Д. Дужич») за повість «Таємниця Княжої гори».
- «Старший шкільний вік». Олена Крижанівська (псевдонім «Іліотропіон») за повість «Мідне свічадо»[3].

2009 року знову було дві номінації:
- «Літературна казка». Перемогла — Галина Романенко за твір «Вікно до собаки».
- «Пригодницька повість». Першу премію не визначено, а другу одержав Олег Чуйко (м. Ірпінь Київської обл.) за твір «Не-тинейджер»[4].